# Dương Chấn Vũ
Dương Chấn Vũ (tiếng Trung giản thể: 杨振武, bính âm Hán ngữ: Yáng Zhèn Wǔ, sinh tháng 5 năm 1955, người Hán) là nhà báo, chính trị gia nước Cộng hòa Nhân dân Trung Hoa. Ông là Ủy viên Ủy ban Trung ương Đảng Cộng sản Trung Quốc khóa XIX, Bí thư Đảng tổ, Tổng thư ký Ủy ban Thường vụ Đại hội Đại biểu Nhân dân Toàn quốc Trung Quốc khóa XIII. Ông từng là Xã trưởng, Tổng biên tập Nhân Dân nhật báo cũng như từng là Phó Tổng biên tập của tờ báo này; và từng là Thường vụ Thành ủy, Bộ trưởng Bộ Tuyên tuyền Thành ủy Thượng Hải. 
Dương Chấn Vũ là đảng viên Đảng Cộng sản Trung Quốc, học vị Cử nhân Ngôn ngữ và Văn học, chức danh Ký giả cấp cao. Ông có sự nghiệp xuyên suốt phần lớn thời gian trong ngành báo chí, xuất phát điểm từ phóng viên cho đến khi trở thành lãnh đạo cao nhất của Nhân Dân nhật báo trước khi được chuyển vị trị sang Nhân Đại Trung Quốc.

## Xuất thân và giáo dục
Dương Chấn Vũ sinh tháng 5 năm 1955 tại huyện Tân Lạc, nay là thành phố cấp huyện Tân Lạc thuộc thủ phủ Thạch Gia Trang, tỉnh Hà Bắc, Cộng hòa Nhân dân Trung Hoa. Ông lớn lên và tốt nghiệp cao trung ở Tân Lạc năm 1973, được điều động là thanh niên tri thức tham gia phong trào Vận động tiến về nông thôn vùng công xã Mã Đầu Phố ngay trong huyện (nay là trấn Mã Đầu Phố), là nông dân làm nghề nông ở thôn Đông Trang (东庄村) và cũng là Bí thư Chi bộ Đại đội đoàn khu vực. Trong năm này, ông được phân công làm hỗ trợ công tác ở công xã, được bầu làm Phó Bí thư Xã đoàn. Năm 1975, khi mà phong trào vẫn đang tiếp diễn và dần tiến vào giai đoạn cuối của Đại Cách mạng Văn hóa vô sản, ông được phép tham gia kỳ cao khảo và thi đỗ Đại học Nam Khai, tới Thiên Tân nhập khọc Khoa Trung văn của trường rồi tốt nghiệp Cử nhân Ngôn ngữ và Văn học vào tháng 7 năm 1978. Dương Chấn Vũ được kết nạp Đảng Cộng sản Trung Quốc vào tháng 4 năm 1975 tại Huyện ủy Tân Lạc, ông từng tham gia nghiên cứu sinh tại chức tại Viện nghiên cứu sinh, chuyên ngành Lý luận pháp luật giai đoạn 2000–03; các khóa bồi dưỡng như khóa tiến tu cán bộ cấp địa, sảnh giai đoạn tháng 3–7 năm 1990, khóa tiến tu cán bộ cấp tỉnh, bộ giai đoạn tháng 3–7 năm 2007, tất cả đều tại Trường Đảng Trung ương Đảng Cộng sản Trung Quốc.

## Sự nghiệp

### Nhân Dân nhật báo
Tháng 7 năm 1978, sau khi tốt nghiệp trường Nam Khai, Dương Chấn Vũ được Nhân Dân nhật báo tuyển dụng, bắt đầu sự nghiệp của mình với vị trí biên tập viên của Phòng Tổng biên. Năm 1984, ông được điều tới Hà Bắc làm ký giả tại trạm ký giả địa phương này, được thăng chức làm Trưởng trạm Ký giả Hà Bắc từ năm 1987. Sau đó, năm 1989, ông trở về trụ sở nhậm chức Phó Chủ nhiệm Bộ Ký giả Nhân Dân nhật báo, chuyển chức làm Phó Chủ nhiệm Bộ Giáo dục, Khoa học và Văn hóa của tờ báo từ 1996. Năm 2001, ông được bổ nhiệm làm Chủ nhiệm Bộ Ký giả của báo, được bầu làm Ủy viên Ủy ban Biên tập, Tổng biên tập ấn bản hải ngoại của thời báo từ 2004, đồng thời kiêm nhiệm Bí thư Đảng ủy cơ quan năm 2005. Ông cũng được cấp chức danh Ký giả cấp cao những năm này.
Năm 2006, Dương Chấn Vũ nhậm chức Phó Tổng biên tập Nhân Dân nhật báo, tiếp tục là Bí thư Đảng ủy cơ quan, cấp phó bộ trưởng. Sang 2009, ông được điều chuyển tới Thượng Hải, vào Ban Thường vụ Thành ủy, nhậm chức Bộ trưởng Bộ Tuyên truyền Thành ủy Thượng Hải, công tác ở đây 4 năm. Trong thời gian này, từ tháng 9 năm 2009, ông được bầu kiêm nhiệm vị trí ở tổ chức đoàn thể nhân dân là Đồng sự thường vụ của Hội Xúc tiến thống nhất hòa bình Trung Quốc – tổ chức hoạt động kêu gọi thống nhất giữa Trung Quốc đại lục và Hoa kiều – nhiệm kỳ 2009–15. Tháng 4 năm 2013, ông được bổ nhiệm làm Tổng biên tập Nhân Dân nhật báo, cấp bộ trưởng, rồi đảm nhiệm đồng thời chức vụ cao nhất của tờ báo là Xã trưởng từ ngày 30 tháng 4 năm 2014. Tháng 10 năm 2017, ông tham gia đại hội đại biểu toàn quốc, được bầu làm Ủy viên Ủy ban Trung ương Đảng Cộng sản Trung Quốc khóa XIX tại Đại hội Đảng Cộng sản Trung Quốc lần thứ XIX.

### Nhân Đại
Năm 2018, Dương Chấn Vũ được giới thiệu ứng cử và trúng cử đại biểu của Đại hội đại biểu Nhân dân toàn quốc khóa XIII, và ngay trong kỳ họp thứ nhất của Nhân Đại Trung Quốc vào ngày 17 tháng 3 cùng năm, ông được bầu làm Tổng thư ký Ủy ban Thường vụ Đại hội Đại biểu Nhân dân Toàn quốc, là Tổng thư ký mới mà không phải là Phó Ủy viên trưởng kiêm nhiệm từ năm 2003. Ông cũng kiêm nhiệm là Bí thư Đảng tố của tổ thư ký gồm Tổng thư ký và các Phó Tổng thư ký Ủy ban Thường vụ Nhân Đại Trung Quốc khóa XIII.